# Mas del Sastre
El Mas del Sastre és un mas situat al municipi de la Vilella Alta, a la comarca catalana del Priorat. Ha servit per anomenar el sinclinal del Mas del Sastre, fruit d'una orogènesi del tipus hercinià al Devonìà superior.